# Qilao
Qilao (kinesiska: 齐老, 齐老乡) är en socken i Kina. Den ligger i provinsen Henan, i den centrala delen av landet, omkring 150 kilometer sydost om provinshuvudstaden Zhengzhou. Antalet invånare är 54 679. Befolkningen består av 27 820 kvinnor och 26 859 män. Barn under 15 år utgör 25,0 %, vuxna 15-64 år 65 %, och äldre över 65 år 8,0 %.
Genomsnittlig årsnederbörd är 915 millimeter. Den regnigaste månaden är augusti, med i genomsnitt 182 mm nederbörd, och den torraste är januari, med 7 mm nederbörd.